# 中島侑香
中島 侑香（なかしま ゆうか、1999年1月19日 - ）は、日本のモデル 、女優 。愛知県出身。ヒラタオフィス所属。(2025年6月30日退所)

## 略歴
2019年、ファッション雑誌『JJ』にてデビュー。
モデル、女優。
デビュー前には、フィギュアスケーターとしてインターハイに出場。中京大学出身。
徳井videoの出演を機にYotubeチャンネルを開設。

## 出演

### 映画
- MIRRORLIAR FILMS Season4『名もなき一篇』（2022年9月2日）[3][4]
- 『なのに、千輝くんが甘すぎる。』（2023年3月3日）
- 『邂逅の肌触り』（2023年） -  杳子役
- 『朝をさがして』（2024年3月29日） - 島田桜 役[5]
- 『イマジナリーライン』(2024年3月16日) -  文子役
- 『祝日』（2024年5月17日） - カフェの女性店員 役[6][7]
- 『チャチャ』（2024年10月11日） - カナ 役[8][9]

### テレビドラマ
- あなたがしてくれなくても -（2023年4月20日 - 、フジテレビ） - 横井加奈 役
- クールドジ男子 第7話（2023年5月27日、テレビ東京）- 書店員 役
- イップス 第7話（2024年5月24日 フジテレビ）- 山地月乃 役

### ラジオ
- 劇団サンバカーニバル（2024年 - 、エフエム富士）[10]
- オレたちゴチャ・まぜっ!〜集まれヤンヤン〜（2024年4月21日 - 2025年4月13日、MBSラジオ） - ヤンヤンガールズ16期生[11]。

### MV
- ゆいにしお『She is Feelin' Good』（2020年9月16日）
- オレンジスパイニクラブ『リンス』（2020年10月30日）
- 三月のパンタシア『君をもっと知りたくない』（2021年3月10日）
- ammo『コピーアンドテイスト』（2021年6月9日）
- リーガルリリー『惑星トラッシュ』（2021年12月24日）
- ikⅡ『moo』（2022年3月16日）
- Official髭男dism『Subtitle』（2022年10月12日）

### 雑誌
- anan
- CLLASY.
- JJ（2019年、光文社） - レギュラーモデル
- ゼクシィ
- mismos
- カジカジ

### CM
- 日本ハム シャウエッセン 「背中」篇 (2020年3月-)
- NIFREL 「今日は何ニフレル？〜娘との大切な時間〜」(2020年3月-)
- イオンレイクタウン越谷「FUN to Wear in summer」(2020年5月-)
- Spotify「プレゼント」編、「キャンプ」編（2020年12月-）
- セブンイレブン 「いい日になあれ」(2021年1月-)
- セブンイレブン 「今日も健康いただきます」(2021年4月-)
- バンタン専門学校『レコールバンタン』(2021年-)
- ユーソナー(2022年10月-)
- JR東日本(2022年)
- 富士通FMV(2023年)
- 味の素AGF「AGFブレンディRナチューム」(2023年-)
- 資格の大原「パススル」（2024年-）
- メンズエミナル「ムダ毛刑事」（2024年-）

### 広告
- ルミネ北千住
- PERIE 2022 Spring
- 名古屋パルコ
- ABCMART Vans